# Hemsleya dipterygia
Hemsleya dipterygia là một loài thực vật có hoa trong họ Cucurbitaceae. Loài này được Kuang & A.M. Lu mô tả khoa học đầu tiên năm 1982.